# Стеарокс
СТЕАРОКС–6 – оксіетильована поверхнево-активна речовина (ПАР) із групи гідрооксиетильованих жирних кислот, яка являє собою рідину чи пасту світло-коричневого кольору. 

## Застосування
Добре гасить піну в прісних розчинах, гірше – у мінералізованих; випускається в бочках; служить компонентом у складі міцелярних розчинів, які використовуються для оброблення привибійної зони пласта, і як нафтовитіснювальний аґент. Застосовується у вигляді розчину в дизельному пальному 1:10.